# Collection d'aventures
 (avril 2023).
Si vous disposez d'ouvrages ou d'articles de référence ou si vous connaissez des sites web de qualité traitant du thème abordé ici, merci de compléter l'article en donnant les références utiles à sa vérifiabilité et en les liant à la section « Notes et références ».
Entre 1916 et 1926, La Collection d’Aventures éditée par Offenstadt, 3, rue de Rocroy, Paris 10e, proposait chaque semaine à ses lecteurs des fascicules de 32 à 80 pages. Il y a eu 534 numéros au total. 
Publication qui a sombré dans l’oubli (quelques passionnés ou amateurs collectionnent les numéros, quelques articles dans des revues ont étudié certains aspects), dont la conservation est problématique à cause d’un papier de médiocre qualité et incomplètement répertoriée dans les grandes bibliothèques (le catalogue électronique de la Bnf en inventorie moins de 200), la Collection d’Aventures connaît le triste sort de nombre de ses consœurs.

## Auteurs
Certains auteurs populaires importants ont collaboré à la Collection d'aventures comme José Moselli, Jo Valle, Gustave Guitton (qui a publié précédemment des ouvrages avec Gustave Le Rouge), Marcel Idiers, Gabriel Bernard, Alexandre Boutique, etc.

## Liste des titres
- 214 La brousse aux loups par Réginald Véran, 191?
- 218 Le secret du chiffonnier. I par Jo Valle, 191?
- 234 Les pillards mexicains. II, La machine infernale par Marcel Idiers, 191?
- 260 L'explorateur fantôme. II, Le cratère du Diable par Gaston Choquet, 191?
- 263 Les chevaliers de la forêt.II, Le spectre vivant. La gorge des vents par Jean Aleyrac, 191?
- 282 Justus Wise, détective. II, La chasse à l'homme Le pli rouge par A Romagny, 191?
- 290 Les petits chanteurs des rues. II, Le mystérieux mage par Jean Fabien, 191?
- 298 Les éclaireurs rouges. II, L'automobile blindée par A Romagny , 191?
- 302 Les champs d'or de l'Urubu. II, Le poison des vaudoux par José Moselli, 191?
- 324 Les aventures de coucou. La guerre dans la prairie par Gaston Choquet, 191?
- 326 Les aventures de Coucou. Le nain au collier de chien par Gaston Choquet, 191?
- 330 Les aventures de coucou. Le château du lac par Gaston Choquet, 191?
- 355 L'île aux lingots. I par Pierre Adam, 191?
- 373 Au fond du puits par Jean Aleyrac, 191?
- 377 Le nain de Kingstown. [I] par R Préval, 191?
- 381 Les geôles boches par G Mériel, 191?
- 396 Une poursuite mouvementée. [I]  par Jacques Rinet, 191?
- 399 La main criminelle. I par Freidy, S., 191?
- 402 La cachette introuvable par S Freidy, 191?
- 403 Les aventures d'un gentilhomme français chez les gantois. I par Jean-Bernard, 191?
- 439 Martin Daltier détective. [I], A la merci des flots par Maxwell Scott, 1926
- 507 Le disque de bronze. III, Au pouvoir de Kadrassy  par Pierre Adam, 1926
- 508 Le disque de bronze. IV, La découverte de Bergal par Pierre Adam, 1926